# Couplage de Sonogashira
Le couplage de Sonogashira est une réaction de couplage direct entre un halogénure d'aryle et un alcyne terminal, catalysée par un complexe de palladium et un sel de cuivre(I) en tant que co-catalyseur. Cette réaction a été publiée par Kenkichi Sonogashira et Nobue Hagihara en 1975.

## Conditions de réaction
Solvant de type amine.

## Mécanisme réactionnel[2]
A-B : Addition oxydante

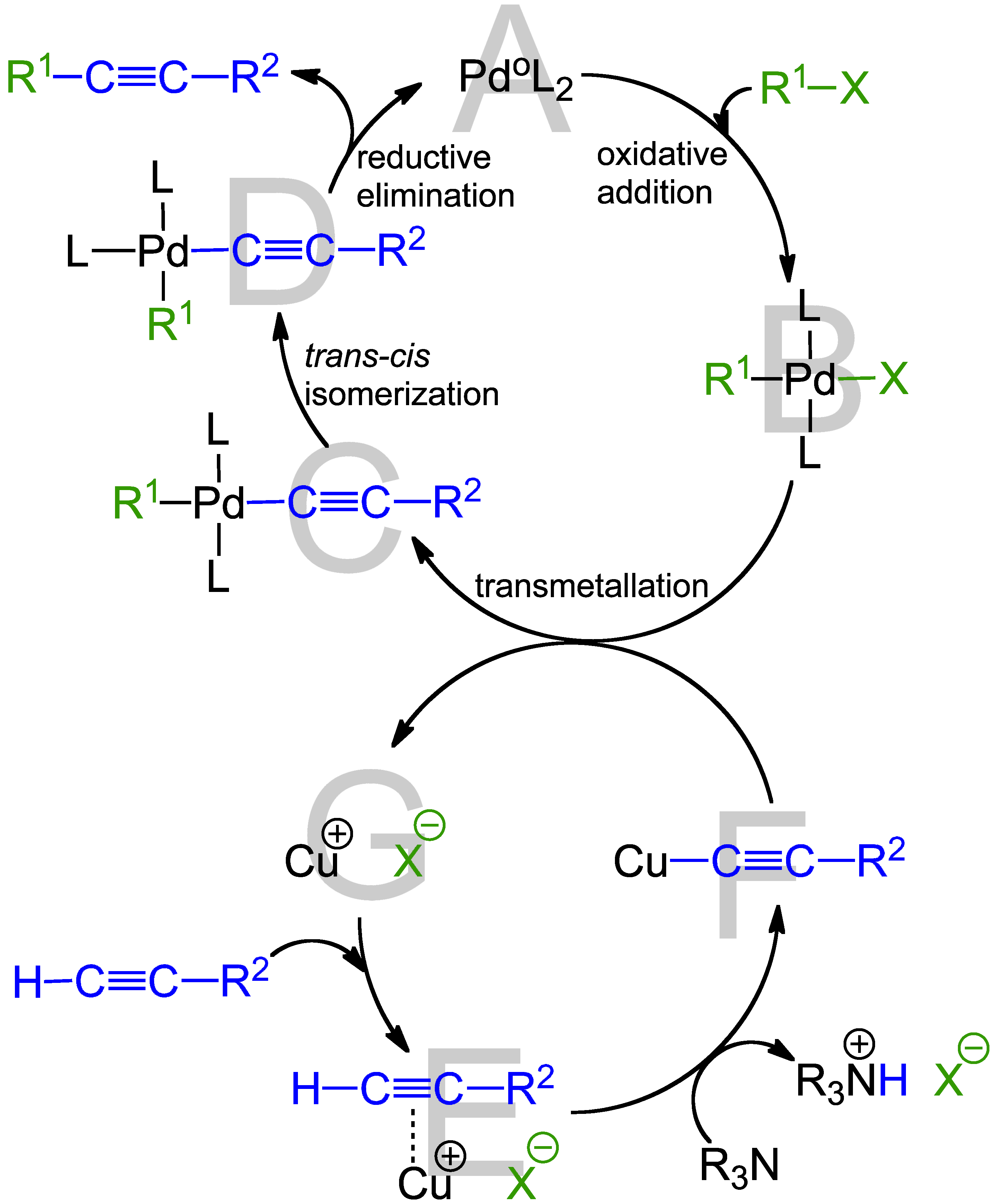
Mécanisme réactionnel

B-C (couplé avec F-G) : Transmetallation de l'alcyne du cuivre au complexe de palladium

C-D : Réorganisation des ligands du palladium 

D-A : Elimination réductrice 

De plus, le couplage de Sonogashira comprend un co-cycle E-F-G qui permet in fine la transmétallation de l'alcyne sur le palladium.